# Desulfitobacterium
Desulfitobacterium è un genere di batterio appartenente alla famiglia delle Peptococcaceae.